# Robert McCracken
Robert Edward "Bert" McCracken, född 25 februari 1982 i Provo, Utah och växte upp i Orem, Utah, är sångare i det amerikanska rockbandet The Used.

## Biografi
McCracken växte upp i en troende mormonfamilj i Utah. Han har tre yngre systrar (Katie, Melanie, Rachel) och en yngre bror (Joseph). Som 16-åring slutade han high school i förtid, tog avstånd från sin mormonska uppväxt och missbrukade narkotika. Samtidigt som han sjöng med olika lokala musikgrupper, började han 2001 som sångare i The Used.

## Karriär
I januari, 2001, när resten av bandet (Quinn Allman, Jeph Howard och originaltrummisen Branden Steineckert) letade efter en sångare, kom Allman ihåg McCracken och de kontaktade honom. Efter deras första spelning upptäcktes de av John Feldmann som signade dem till Reprise Records och bandet gav ut sitt självbetitlade debutalbum (2002).
Han har bland annat spelat in en version av Queens och David Bowies låt "Under Pressure" tillsammans med Gerard Way från My Chemical Romance. De tillägnade den alla offren i tsunamikatastrofen 2004.

## Diskografi (urval)

### Album med The Used
- 2002 – The Used
- 2003 – Maybe Memories (samlingsalbum, live)
- 2004 – In Love and Death
- 2007 – Berth (live)
- 2007 – Lies for the Liars
- 2008 – Shallow Believer (EP)
- 2009 – Artwork
- 2012 – Vulnerable
- 2014 – Imaginary Enemy
- 2016 – Live & Acoustic at the Palace (live)
- 2017 – The Canyon
- 2020 – Heartwork